# دیوگهار
دیوگهار (به انگلیسی: Deoghar) یک منطقهٔ مسکونی در هند است که در Deoghar District واقع شده‌است. دیوگهار ۳۳۷ کیلومتر مربع مساحت و ۲۰۳٬۱۱۶ نفر جمعیت دارد و ۲۵۴ متر بالاتر از سطح دریا واقع شده‌است.